# Motore Cléon-Alu
Con il nome Cléon-Alu si intende una famiglia di motori a scoppio prodotti dal 1965 al 1989 dalla Casa automobilistica francese Renault.

## Storia e descrizione

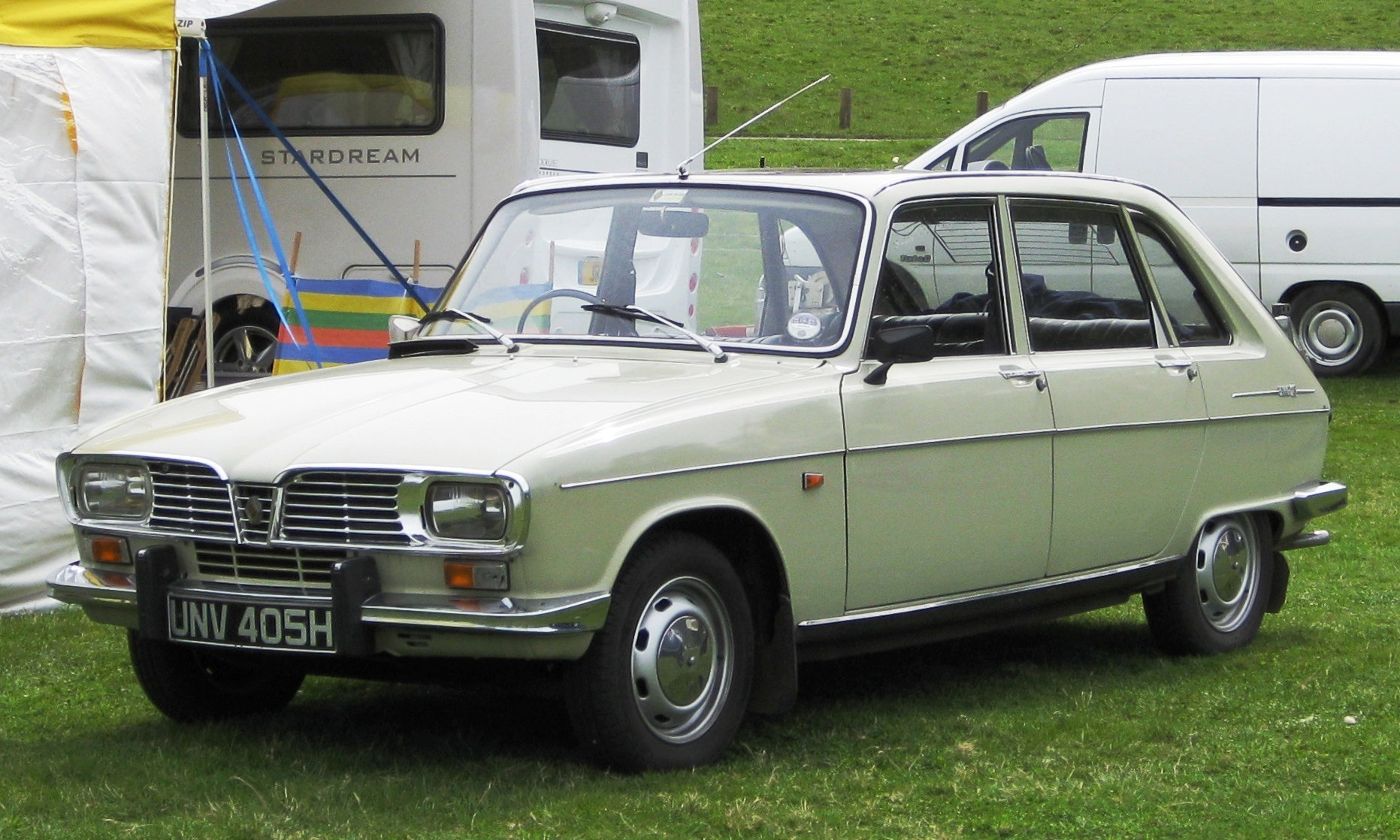
Le Renault 16 hanno sempre montato solo motori Type A e sono state le prime a farlo

La famiglia dei motori Type A (A per aluminium) ha origine nei primi anni sessanta, nel momento in cui si iniziò a lavorare al progetto volto alla realizzazione di un nuovo motore che avrebbe dovuto equipaggiare la futura vettura di classe medio-alta della Renault. Tale motore doveva essere realizzato ex novo, visto che gli altri motori utilizzati fino a quel momento, appartenenti alle motore Ventoux e motore Cléon-Fonte, non si rivelarono adatti a una vettura di classe superiore. La nuova vettura, con il suo nuovo motore, doveva contrastare l'egemonia commerciale della storica rivale Peugeot, che stava raccogliendo non pochi consensi con la sua 404. Inoltre, alla Renault videro che anche oltre confine, in particolar modo in Germania e in Italia, modelli di classe medio-alta (come le BMW 1500 e 1600, le Fiat 1300 e 1500 e la Lancia Flavia), dotate anch'esse di motori di fascia medio-alta, stavano ottenendo un buon successo di vendite.

Perciò, per opporre una efficace controffensiva commerciale, anche il motore doveva essere completamente nuovo e dalle caratteristiche decisamente moderne.

Nacque così il motore A1K, capostipite della famiglia Type A, che di lì a poco si sarebbe articolata in più versioni ed evoluzioni, con molte soddisfazioni anche in campo agonistico.

I motori Cléon-Alu presentavano le seguenti caratteristiche:
- architettura a 4 cilindri in linea;
- motore di tipo sottoquadro;
- monoblocco e testata in lega di alluminio;
- canne cilindri in umido, in ghisa;
- distribuzione ad albero a camme laterale, valvole in testa, aste e bilancieri;
- testata a due valvole per cilindro.

L'albero a camme è stato sistemato molto in alto nel basamento, pur non essendo un asse a camme in testa.
I motori Type A sono stati proposti sostanzialmente in tre livelli di cilindrata, e in più varianti.

### A1K
Questa versione è stata la prima in ordine cronologico, tra quelle appartenenti alla famiglia Type A, a esordire. Nota agli addetti ai lavori anche come Type 697, era caratterizzata da misure di alesaggio e corsa pari a 76x81 mm, per una cilindrata totale di 1470 cm³. La testata era a valvole parallele, cioè non convergenti a due a due tra loro. L'alimentazione a carburatore monocorpo poteva utilizzare un Solex 35 DISA, un Solex 35 DITA oppure un Zenith 36. La potenza massima raggiungeva 54 CV a 5000 giri/min, mentre la coppia massima era di 104 Nm a 2800 giri/min.

Una versione decisamente potenziata di questo motore montava un carburatore doppio corpo e il rapporto di compressione è stato innalzato fino a 10,25:1. Con tali modifiche arrivava a erogare 82 CV di potenza massima a 6000 giri/min, nonché una coppia massima di 108 N·m a 4000 giri/min.

Le Renault 16 base previste per certi Paesi in cui si adottava benzina a minor numero di ottani montavano lo stesso motore ma con rapporto di compressione sceso da 8,6 a 7,6:1, e quindi con potenza minore.

### AxL
Questi motori sono stati utilizzati frequentemente su svariati modelli della Casa francese, e non solo.

Si differenziavano prima di tutto per la nuova testata a camere di scoppio emisferiche, studiate per una migliore combustione della miscela aria/benzina. Perciò, le valvole non erano più parallele. Inoltre, altra grossa novità, la cilindrata è stata aumentata da 1470 a 1565 cc, grazie a un profondo intervento che ha comportata l'aumento sia dell'alesaggio che della corsa, passati da 76x81 a 77x84 mm. Questi motori sono stati proposti in diverse varianti di potenza, a seconda dei modelli su cui sono stati montati:
- A2L Type 807: questo motore, nella sua configurazione standard, era caratterizzato da un rapporto di compressione pari a 8.6:1, come nella configurazione standard del motore precedente. Era però alimentato da un carburatore doppio corpo Weber. La potenza massima raggiungeva gli 83 CV a 5750 giri/min, mentre la coppia massima arrivava a 123 N·m a 3500 giri/min. Anche questa variante è stata prodotta anche in versione a rapporto di compressione ridotto (sempre a 7,6:1), per i Paesi con benzina a basso numero di ottano. Inoltre, di questo motore è stata prodotta un'ulteriore sotto-variante con cilindrata portata a 1605 cc e potenza di 125 CV.
- A2L Type 821: questo motore, sempre basato sull'unità da 1565 cc, è la variante tranquilla del precedente: erogava al massimo 67 CV a 5000 giri/min, e la coppia massima raggiungeva 113 N·m a 3000 giri/min. L'alimentazione era a carburatore doppio corpo Weber e il rapporto di compressione era di 8,6:1. Questo motore è un altro dei casi in cui si è avuta anche una sotto-variante a basso rapporto di compressione, meno prestante (55 CV) e destinato ad alcuni mercati.
- A2L Type 807-10: quest'altra variante consisteva in pratica nell'unità 807 standard, ma con rapporto di compressione portato a 9.25:1. La potenza massima raggiungeva così i 91 CV a 5500 giri/min, mentre la coppia massima arrivava a 122 N·m a 3000 giri/min.

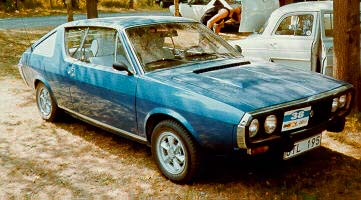
Le Renault 17 TS prodotte fino al 1974 montavano motori Type 807-12

- A3L Type 807-12: questo motore ha introdotto per la prima volta l'iniezione elettronica su una Renault di serie. Tale propulsore, l'unico dei motori Type A a prevedere questo tipo di alimentazione, era caratterizzato inoltre da un rapporto di compressione pari a 10,25:1, e arrivava a erogare 109 CV di potenza massima a 6000 giri/min. Molto vicino a tale regime, e cioè a circa 5500 giri/min, veniva fornita anche la coppia massima, di 134 N·m. A partire da metà 1973, tale motore ha subito un leggero incremento di cilindrata, portandosi a 1605 cc. Le prestazioni rimasero pressoché immutate, tranne che in un'ulteriore sottovariante, sempre della cilindrata di 1605, la cui potenza massima stata portata a 124 CV di potenza massima.
- A2L Type 807-20: questa variante era alimentata da due carburatori doppio corpo Weber e aveva un rapporto di compressione di 10,25:1. La potenza massima erogabile raggiungeva quindi 125 CV SAE (113 CV DIN) a 6250 giri/min, con un picco di coppia pari a 140 N·m, raggiunti a un regime di 5000 giri/min.

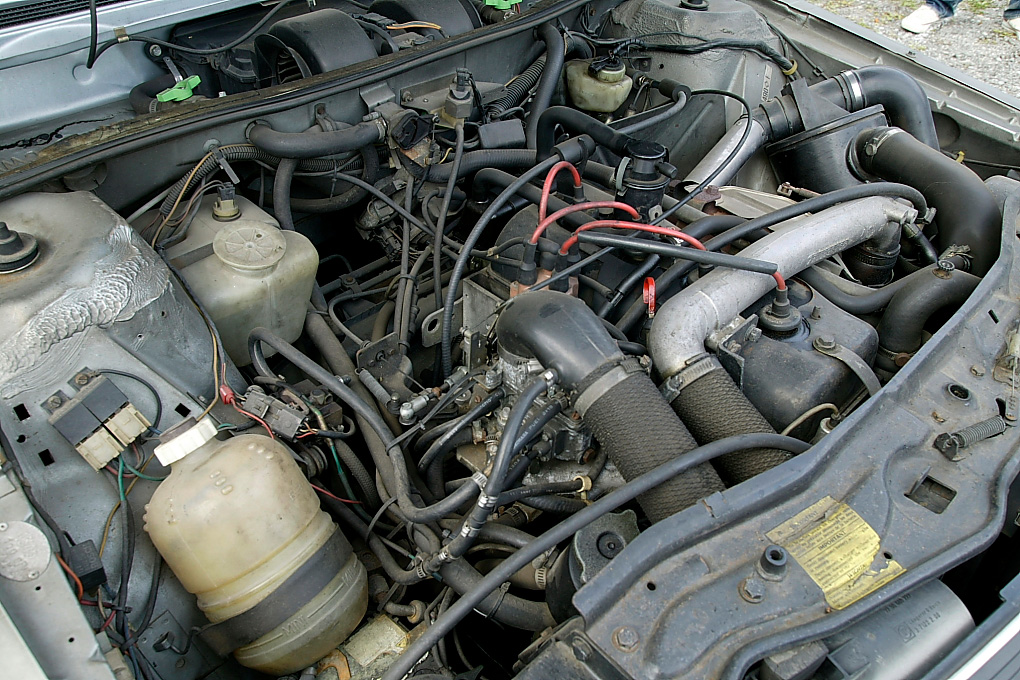
Vista di un motore A5L Turbo montato su una R18 Turbo

- A5L Type 807: introdotto nel 1981, questo motore è in pratica l'unica variante sovralimentata appartenente ai motori Type A. La sovralimentazione avveniva mediante un turbocompressore Garrett coadiuvato da un intercooler. Per il resto, il rapporto di compressione era di 8,6:1 e l'alimentazione era a carburatore monocorpo. Inizialmente la potenza massima raggiungeva 110 CV a 5000 giri/min, mentre la coppia massima poteva era di 181 N·m, raggiunti a 2250 giri/min. A partire dal 1983, la potenza massima è stata fatta salire a 125 CV a 5500 giri/min. Ma già l'anno seguente, tale motore ha subito l'ultima evoluzione: abbassando ulteriormente il rapporto di compressione fino a 8:1, la potenza venne fatta salire fino a 132 CV a 5500 giri/min, mentre la coppia massima raggiunse i 200 N·m a 3000 giri/min. Questo motore è stato montato sulla Renault Fuego Turbo, prodotta dal 1984 al 1986.
- A2L Type 807-G: questo motore è una variante particolare dell'unità da 1565 cc, perché prima di tutto è stata destinata alla Renault 12 Gordini Coupe, una vettura esclusivamente utilizzata in ambito sportivo. Inoltre, altro fattore importantissimo, questo motore è stato rialesato leggermente e ha visto così il diametro dei suoi cilindri passare da 77 a 77,8 mm. La cilindrata è così arrivata a 1596 cc. Con un rapporto di compressione passato a 11,5:1, la potenza massima ha raggiunto 160 CV SAE, con 167 N·m di coppia massima.

### A2M e A3M
Questi due motori sono stati le ultime evoluzioni dei motori Type A. In questi motori l'alesaggio è stato aumentato di 2 mm, passando così da 77 a 79 mm. La cilindrata è quindi aumentata a sua volta da 1565 a 1647 cc. L'alimentazione era in ogni caso a carburatore. Fino a qui sono state menzionate le principali caratteristiche comuni alle due unità, ma vi sono state anche delle differenze rimarchevoli tra esse:
- A2M (o Type 843): questa variante era caratterizzata da un rapporto di compressione compreso tra 9.25:1 e 9.3:1 ed era stato proposto in più livelli di potenza, compresi tra 80 e 98 CV.
- A3M (o Type 841): questa era una variante fortemente depotenziata della precedente. Il rapporto di compressione è stato fatto scendere fino a 7,5:1. Ciò ha comportato un drastico calo di potenza massima, la quale poteva raggiungere solo 66 CV a 5000 giri/min. La coppia massima invece raggiungeva 111 N·m a 3000 giri/min.

### Riepilogo versioni e caratteristiche
Di seguito vengono riepilogate le principali versioni dei motori Type A prodotti dalla Renault, con relative applicazioni:
| Variante                               | Codice interno | Alesaggio x corsa (mm) | Cilindrata (cm³) | Rapporto di compressione | Alimentazione                                        | Potenza CV/rpm | Coppia Nm/rpm | Applicazioni                    | Anni di produzione |
| -------------------------------------- | -------------- | ---------------------- | ---------------- | ------------------------ | ---------------------------------------------------- | -------------- | ------------- | ------------------------------- | ------------------ |
| A1K                                    | 697            | 76x81                  | 1470             | 8,6                      | Carburatore monocorpo                                | 55/5000        | 104/2800      | Renault 16                      | 1965-71            |
| A1K                                    | -              | 76x81                  | 1470             | 10,25                    | Carburatore doppio corpo                             | 85/5750        | 118/3000      | Lotus Europa S1 e S2            | 1967-69            |
| A1K                                    | -              | 76x81                  | 1470             | 10,25                    | Carburatore doppio corpo                             | 85/5750        | 118/3000      | Alpine-Renault A110 1500        | 1967-68            |
| A2L                                    | 851-02         | 77x84                  | 1565             | 8,6                      | Carburatore monocorpo                                | 62/5200        | 112/2500      | Renault 16 (USA)1               | 1968-72            |
| A2L                                    | 807            | 77x84                  | 1565             | 8,6                      | Carburatore doppio corpo                             | 83/5750        | 123/3500      | Renault 16 TS                   | 1968-76            |
| A2L                                    | 807            | 77x84                  | 1565             | 8,6                      | Carburatore doppio corpo                             | 83/5750        | 123/3500      | Renault 16 TSA                  | 1971-76            |
| A2L                                    | 807            | 77x84                  | 1565             | 8,6                      | Carburatore doppio corpo                             | 83/5750        | 123/3500      | Alpine-Renault A110 1600        | 1969-70            |
| A2L                                    | 807            | 77x84                  | 1565             | 8,6                      | Carburatore doppio corpo                             | 80/6000        | 107/4000      | Lotus Europa S2 Federal1        | 1969-70            |
| A2L                                    | 821            | 77x84                  | 1565             | 8,6                      | Carburatore doppio corpo                             | 65/5000        | 114/3000      | Renault 16 L/TL                 | 1970-80            |
| A2L                                    | 821            | 77x84                  | 1565             | 8,6                      | Carburatore doppio corpo                             | 65/5000        | 114/3000      | Renault 16 TA                   | 1969-70            |
| A2L                                    | 807-10         | 77x84                  | 1565             | 9,25                     | Carburatore doppio corpo                             | 90/5800        | 122/3000      | Renault 15 TS                   | 1971-76            |
| A2L                                    | 807-10         | 77x84                  | 1565             | 9,25                     | Carburatore doppio corpo                             | 90/5800        | 122/3000      | Renault 17 TL                   | 1972-76            |
| A2L                                    | 807-20         | 77x84                  | 1565             | 10,25                    | 2 carburatori doppio corpo                           | 113/6250       | 147/4500      | Renault 12 Gordini              | 1970-74            |
| A2L                                    | 807-G          | 77.8x84                | 1596             | 11,5                     | 2 carburatori doppio corpo                           | 160/72002      | 167/60002     | Renault 12 Gordini Coupe        | 1972-74            |
| A2L                                    | -              | 78x84                  | 1605             | 10,2                     | 2 carburatori doppio corpo                           | 129/6250       | 146/5000      | Alpine-Renault A110 1600 S      | 1973-75            |
| A2L                                    | -              | 78x84                  | 1605             | 10,2                     | 2 carburatori doppio corpo                           | 129/6250       | 146/5000      | Alpine-Renault A310 1600 VE     | 1971-74            |
| A3L                                    | 807-12         | 77x84                  | 1565             | 10,25                    | Iniezione elettronica Bosch                          | 108/6250       | 134/5500      | Renault 17 TS                   | 1971-74            |
| A3L                                    | 844-12         | 78x84                  | 1605             | 10,25                    | Iniezione elettronica Bosch                          | 108/6000       | 136/5500      | Renault 17 TS                   | 1973-75            |
| A3L                                    | 844-12         | 78x84                  | 1605             | 10,25                    | Iniezione elettronica Bosch                          | 108/6000       | 136/5500      | Renault 17 Gordini              | 1974-77            |
| A3L                                    | 844-12         | 78x84                  | 1605             | 10,25                    | Iniezione elettronica Bosch                          | 124/6200       | 145/4750      | Alpine-Renault A110 1600 SI     | 1974-75            |
| A3L                                    | 844-12         | 78x84                  | 1605             | 10,25                    | Iniezione elettronica Bosch                          | 124/6200       | 145/4750      | Alpine-Renault A310 1600 VF     | 1973-76            |
| A5L                                    | 807            | 77x84                  | 1565             | 8,6                      | carburatore + turbocompressore Garrett + intercooler | 110/5000       | 181/2250      | Renault 18 Turbo                | 1980-82            |
| A5L                                    | 807            | 77x84                  | 1565             | 8,6                      | carburatore + turbocompressore Garrett + intercooler | 125/5500       | 181/2250      | Renault 18 Turbo                | 1982-85            |
| A5L                                    | 807            | 77x84                  | 1565             | 8                        | carburatore + turbocompressore Garrett + intercooler | 134/5500       | 199/3000      | Renault Fuego Turbo             | 1984-86            |
| A2M                                    | 843            | 79x84                  | 1647             | 9,25                     | carburatore monocorpo                                | 74/5500        | 130/3000      | Renault 18 GTL                  | 1982-86            |
| A2M                                    | 843            | 79x84                  | 1647             | 9,3                      | carburatore monocorpo                                | 80/5500        | 122/3000      | Renault 18 TS/GTS/Automatic     | 1978-82            |
| A2M                                    | 843            | 79x84                  | 1647             | 9,3                      | carburatore doppio corpo                             | 90/6000        | 134/3500      | Renault 16 TX Automatica        | 1974-80            |
| A2M                                    | 843            | 79x84                  | 1647             | 9,3                      | carburatore doppio corpo                             | 90/6000        | 134/3500      | Renault 20 L/TL/GTL             | 1976-78            |
| A2M                                    | 843            | 79x84                  | 1647             | 9,25                     | carburatore doppio corpo                             | 93/6000        | 129/4000      | Renault 16 TX                   | 1974-80            |
| A2M                                    | 843            | 79x84                  | 1647             | 9,25                     | carburatore doppio corpo                             | 93/6000        | 129/4000      | Renault Fuego TS/GTS/Automatica | 1980-85            |
| A2M                                    | 843            | 79x84                  | 1647             | 9,25                     | carburatore doppio corpo                             | 93/6000        | 129/4000      | Alpine-Renault A110 SX          | 1976-78            |
| A6M                                    | 843            | 79x84                  | 1647             | 9,25                     | carburatore doppio corpo                             | 96/5750        | 133/3500      | Renault 18 GTS/Automatic        | 1982-83            |
| A6M                                    | 843            | 79x84                  | 1647             | 9,25                     | carburatore doppio corpo                             | 96/5750        | 134/3500      | Renault 20 L/TL/GTL             | 1978-80            |
| A6M                                    | 843            | 79x84                  | 1647             | 9,25                     | carburatore doppio corpo                             | 96/5750        | 134/3500      | Renault 20 LS                   | 1980-84            |
| A6M                                    | 843            | 79x84                  | 1647             | 9,25                     | carburatore doppio corpo                             | 98/5750        | 133/3500      | Renault 17 TS                   | 1976-79            |
| A6M                                    | 843            | 79x84                  | 1647             | 9,25                     | carburatore doppio corpo                             | 98/5750        | 133/3500      | Alpine-Renault A310 1600 VG     | 1975-76            |
| A3M                                    | 841            | 79x84                  | 1647             | 8,6                      | carburatore monocorpo                                | 66/5000        | 111/3000      | Renault 16 TLA                  | 1975-79            |
| A3M                                    | 841            | 79x84                  | 1647             | 8,6                      | carburatore monocorpo                                | 66/5000        | 111/3000      | Renault Trafic 1.6              | 1981-89            |
| 1 Solo per il mercato USA 2 Valori SAE |                |                        |                  |                          |                                                      |                |               |                                 |                    |